# ジョージア行進曲
ジョージア行進曲（英語: Marching Through Georgia）は、アメリカ南北戦争末期の1865年にヘンリー・クレイ・ワークによって作られた行進曲である。マーチング・スルー・ジョージア、ジョージア・マーチ、ジョージアを越えて、などの邦題でも知られる。原題を直訳すると「ジョージア州を越える行進中」という意味になる。この歌は、1864年に行われた、ウィリアム・シャーマン少将による海への進軍を題材としている。
愉快で陽気なメロディにより、この歌は戦後に北軍退役兵士たちの間で広い人気を得た。だが皮肉にも、シャーマン将軍自身はジョージア行進曲を酷く嫌っていた。その理由の一つは、彼が公式会見に出席する度にこの歌が演奏されたのが原因だとされる。アメリカ合衆国南部の外部でも、この歌は人気を博した。大日本帝国陸軍は旅順攻囲戦で歌い、イギリス帝国陸軍はインドで歌った。第二次世界大戦中の英国では、米国の輸送船団を歓迎する際に歌われた。。
また韓国光復軍の独立軍歌でもメロディが使われていた。アメリカの作曲家チャールズ・アイブスが、自作の交響曲第4番の第2楽章にこの曲を引用している。
この歌は現在でも、吹奏楽において人気がある。また、「Billy Boys」、「Come In, Come In」など、多くの替え歌も作られた。

## 豆知識
- 映画「風と共に去りぬ」では、カーペットバッガーによって歌われている。
- イギリスでは、ジョージズム主義者たちの反逆歌「The Land」にこの曲のメロディーが使われている。The Landは、イギリス自由民主党の事実上の党歌となっている。
- フィンランドの反逆歌「Laiva Toivo, Oulu」のメロディーはジョージア行進曲のものであり、その歌詞はフリゲート「Toivo」の船長の行為を批判する内容である。
- S. M. Stirlingによる小説「Marching Through Georgia」の題名は、この歌の曲名に由来するものである。また、Ward Moore'sの小説「Bring the Jubilee」の題名は、この歌の歌詞に由来するものである。
- 1967年のハワード・ホークスの映画「エル・ドラド」では、登場人物のBullが、教会の釣鐘塔で銃撃されたときに「よし、別の銃を俺にくれれば、ジョージア行進曲を歌ってやろう。」と言った。

## 歌詞

### 一番
Bring the good old bugle, boys, we'll sing another song
Sing it with a spirit that will start the world along
Sing it as we used to sing it, 50,000 strong
While we were marching through Georgia.
古き良きラッパを鳴らせ、兵士たちよ、北軍歌を歌おう。
活気ある歌声から世界が始まるのだ。
五万の強兵たちのように歌おう。
そして我らはジョージアを行進した。
Hurrah! Hurrah! we bring the jubilee!
Hurrah! Hurrah! the flag that makes you free!
So we sang the chorus from Atlanta to the sea
While we were marching through Georgia.
万歳！万歳！祝祭だ！
万歳！万歳！諸君を解放する旗だ！
さあアトランタから海まで合唱だ。
そして我らはジョージアを行進した。

### 二番
How the darkeys shouted when they heard the joyful sound
How the turkeys gobbled which our commissary found
How the sweet potatoes even started from the ground
While we were marching through Georgia.
歓喜の音を聞き、黒人奴隷は叫んだ。
兵站将校を見て、七面鳥は鳴いた。
サツマイモさえ地面から飛び出した。
そして我らはジョージアを行進した。
Hurrah! Hurrah! we bring the jubilee!
Hurrah! Hurrah! the flag that makes you free!
So we sang the chorus from Atlanta to the sea
While we were marching through Georgia.
万歳！万歳！祝祭だ！
万歳！万歳！諸君を解放する旗だ！
さあアトランタから海まで合唱だ。
そして我らはジョージアを行進した。

### 三番
Yes and there were Union men who wept with joyful tears,
When they saw the honored flag they had not seen for years;
Hardly could they be restrained from breaking forth in cheers,
While we were marching through Georgia.
そう、北軍支持派は歓喜で涙した、
何年も見なかった名誉の旗を見て、
誰もが歓呼せずにはいられなかった。
そして我らはジョージアを行進した。
Hurrah! Hurrah! we bring the jubilee!
Hurrah! Hurrah! the flag that makes you free!
So we sang the chorus from Atlanta to the sea
While we were marching through Georgia.
万歳！万歳！祝祭だ！
万歳！万歳！諸君を解放する旗だ！
さあアトランタから海まで合唱だ。
そして我らはジョージアを行進した。

### 四番
"Sherman's dashing Yankee boys will never reach the coast!"
So the saucy rebels said and 'twas a handsome boast
Had they not forgot, alas! to reckon with the Host
While we were marching through Georgia.
「シャーマン軍団が沿岸に到達できる訳がない！」
小癪な反乱兵たちはホラを吹いた。
だが我が軍の恐ろしさを忘れてはいなかった。
そして我らはジョージアを行進した。
Hurrah! Hurrah! we bring the jubilee!
Hurrah! Hurrah! the flag that makes you free!
So we sang the chorus from Atlanta to the sea
While we were marching through Georgia.
万歳！万歳！祝祭だ！
万歳！万歳！諸君を解放する旗だ！
さあアトランタから海まで合唱だ。
そして我らはジョージアを行進した。

### 五番
So we made a thoroughfare for freedom and her train,
Sixty miles in latitude, three hundred to the main;
Treason fled before us, for resistance was in vain
While we were marching through Georgia.
そして我らは自由への道を築いた。
大海原に至る幅六十マイル、長さ三百マイルの道だった。
反乱軍は逃げた、抵抗は無駄だった。
そして我らはジョージアを行進した。
Hurrah! Hurrah! we bring the jubilee!
Hurrah! Hurrah! the flag that makes you free!
So we sang the chorus from Atlanta to the sea
While we were marching through Georgia.
万歳！万歳！祝祭だ！
万歳！万歳！諸君を解放する旗だ！
さあアトランタから海まで合唱だ。
そして我らはジョージアを行進した。

## 替え歌

### Come In
以下は幾つかあるバージョンの中の一つである。
Come in, come in, I'll do the best I can Come in,
come in, bring the whole bloody clan
Take it slow and easy, and I'll shake you by the hand
Set you down, I'll treat you decent, I'm an Irishman'

### The Land
以下が歌詞の最初の部分である。
Sound the call for freedom boys, and sound it far and wide,
March along to victory, for God is on our side,
While the voice of nature thunders o'er the rising tide:
"God gave the land to the people."
The land, the land,'twas God who made the land,
The land, the land, The ground on which we stand,
Why should we be beggars with a ballot in our hand?
God gave the land to the people!